# 荒川自然公園
荒川自然公園（あらかわしぜんこうえん）は、東京都荒川区荒川にある区立公園である。

## 概要
当公園は東京都下水道局三河島水再生センターの施設の上に新たに人工地盤を造ってそのスペースに造られた公園である。こうして出来た公園は都内では新宿区の落合水再生センターの上に造られた落合中央公園(1964年開園)に次いで2例目である。
1974年開園で、面積は61,068.03m²。
普段は地元の人を中心に多く利用されている他、園内では各種イベント等も定期的に開かれている。
公園は大きく3つのブロックに分ける事ができ、人工的な池があり樹木などが多く植えられた南側地区、野球場やテニスコートなどがある中央地区、そして子供が交通ルールを学ぶために造られた交通園などがある北側地区である。
南側地区と中央地区との間は連絡橋を渡る。(中央地区と北側地区は隣接している。)
なお三河島水再生センターは日本で最初の本格的な下水処理場として知られており、当公園内からも現在稼働中の施設の一部を眺める事が出来る。(三河島水再生センターの一部の施設は国の重要文化財に指定されている。)

## 歴史

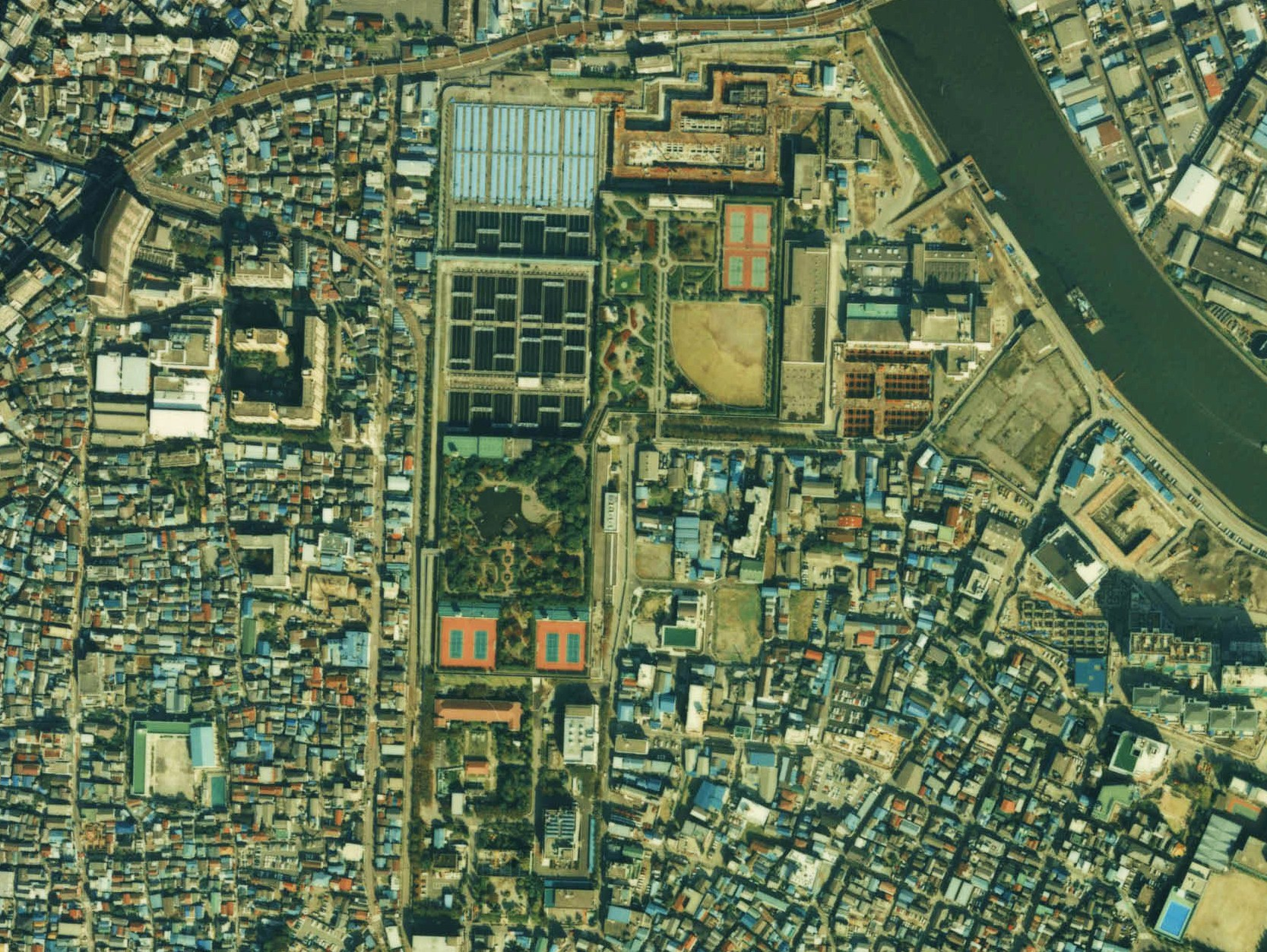
荒川自然公園付近の空中写真。
（1989年撮影)

- 1922年3月…三河島汚水処分場(現:東京都下水道局三河島水再生センター)竣工[3]
- 1974年4月…処理場の上部にテニスコートや野球場がある現在の荒川自然公園の中央部分が開園。(開園当初の名前は「三河島処理場公苑」)[2]
- 1979年…人工的な池や樹木などがある現在の南側地区が追加開園。同時の公園名も「荒川自然公園」となる。
- 1982年…新東京百景に選定される。
- 1996年…交通園などがある現在の北側地区も開園。現在に至る。

## 主な施設

### 南側地区
- テニスコート
- アスレチックコーナー
- 野草園
- 白鳥の池
- オオムラサキ観察園…夏場にオオムラサキが観察できる。[2]
- 昆虫観察園…夏場にカブトムシが観察できる。
- 水辺広場
- 展望台

### 中央地区
- テニスコート
- 野球場
- ふれあい健康広場
- ハーブコーナー
- わいわいプール…夏場に小学生以下の子どもを対象にプールに入る事ができる。無料。

### 北側地区
- さんさん広場
- 交通園…小学生や幼児を対象に交通ルールを学ばせる事ができる施設。小学生はゴーカート、自転車、一輪車が体験でき、幼児は補助付き自転車、豆自動車、三輪車が体験できる。施設・備品の利用共に無料。

## 開園日・時間
- 開園時間:季節により異なるが、夜間は閉鎖されている。第1・第3木曜日(祝日のときは翌日)及び年末年始(12/29 - 1/3)は休園。
- 入園料は無料。
- 野球場・テニスコートの利用は有料。(詳細は問い合わせ)
- わいわいプールや交通園など園内の施設の詳細な利用方法等は公園事務所に問い合わせ。
- 団体(20名以上)での公園の利用には事前申請が必要。

## アクセス
- 都電荒川線・荒川二丁目停留場下車すぐ
- 荒川区コミュニティバスさくら・「荒川自然公園入口」下車すぐ
- 京成線・地下鉄千代田線・町屋駅より徒歩約10分
- 駐車場はなし